# Confederação Brasileira de Badminton
A Confederação Brasileira de Badminton (CBBd) é o órgão responsável pela organização dos eventos e representação dos atletas do badminton no Brasil. É responsável pela organização de campeonatos nacionais bem como pela administração da Seleção Brasileira de Badminton.